# Morocco Tennis Tour Marrakech 2009 - Doppio
Il doppio del Morocco Tennis Tour Marrakech 2009 è stato un torneo di tennis facente parte dell'ATP Challenger Tour 2009.
Frederico Gil e Florin Mergea erano i detentori del titolo, ma Gil ha deciso di non partecipare.
Mergea ha fatto coppia con Denis Istomin, ma ha perso in semifinale contro Rubén Ramírez Hidalgo e Santiago Ventura.
Rubén Ramírez Hidalgo e Santiago Ventura hanno battuto in finale Alberto Martín e Daniel Muñoz de la Nava con il punteggio di 6–3, 7–6(5).

## Teste di serie
1. Pablo Cuevas /  Luis Horna (primo turno)
2. Jaroslav Levinský /  Lovro Zovko (primo turno)

1. Dick Norman /  Rogier Wassen (quarti di finale)
2. Michael Kohlmann /  Philipp Marx (quarti di finale)

## Tabellone

### Legenda
| - Q = Qualificato - WC = Wild card - LL = Lucky loser | - ALT = Alternate - SE = Special Exempt - PR = Protected Ranking | - w/o = Walkover - r = Ritirato - d = Squalificato |

### Draw
|  | Quarti di finale            | Quarti di finale            | Quarti di finale            | Quarti di finale | Quarti di finale |  |  | Semifinali                  | Semifinali                  | Semifinali                  | Semifinali                  | Semifinali                  |   |   | Finale                      | Finale                      | Finale                      | Finale | Finale |  |
|  |                             |                             |                             |                  |                  |  |  |                             |                             |                             |                             |                             |   |   |                             |                             |                             |        |        |  |
|  | H Tecău K Vliegen           | H Tecău K Vliegen           | H Tecău K Vliegen           | 5                | 6                |  |  |                             |                             |                             |                             |                             |   |   |                             |                             |                             |        |        |  |
|  | P Andújar D Hrbatý          | P Andújar D Hrbatý          | P Andújar D Hrbatý          | 7                | 7                |  |  | P Andújar D Hrbatý          | P Andújar D Hrbatý          | P Andújar D Hrbatý          | 5                           | 2                           |   |   |                             |                             |                             |        |        |  |
|  | 4                           | M Kohlmann P Marx           | M Kohlmann P Marx           | 5                | 4                |  |  | A Martín D Muñoz de la Nava | A Martín D Muñoz de la Nava | A Martín D Muñoz de la Nava | 7                           | 6                           |   |   |                             |                             |                             |        |        |  |
|  |                             | A Martín D Muñoz de la Nava | A Martín D Muñoz de la Nava | 7                | 6                |  |  |                             |                             |                             |                             |                             |   |   | A Martín D Muñoz de la Nava | A Martín D Muñoz de la Nava | A Martín D Muñoz de la Nava | 3      | 65     |  |
|  |                             | D Istomin F Mergea          | D Istomin F Mergea          | 6                | 7                |  |  |                             |                             | R Ramírez Hidalgo S Ventura | R Ramírez Hidalgo S Ventura | R Ramírez Hidalgo S Ventura | 6 | 7 |                             |                             |                             |        |        |  |
|  | 3                           | D Norman R Wassen           | D Norman R Wassen           | 4                | 63               |  |  | D Istomin F Mergea          | D Istomin F Mergea          | D Istomin F Mergea          | 2                           | 3                           |   |   |                             |                             |                             |        |        |  |
|  | R Ramírez Hidalgo S Ventura | R Ramírez Hidalgo S Ventura | R Ramírez Hidalgo S Ventura | 6                | 6                |  |  | R Ramírez Hidalgo S Ventura | R Ramírez Hidalgo S Ventura | R Ramírez Hidalgo S Ventura | 6                           | 6                           |   |   |                             |                             |                             |        |        |  |
|  | O Charroin N Tourte         | O Charroin N Tourte         | O Charroin N Tourte         | 2                | 3                |  |  |                             |                             |                             |                             |                             |   |   |                             |                             |                             |        |        |  |